# Cionodon
Cionodon — сумнівний рід птахотазових динозаврів родини Гадрозаврові (Hadrosauridae). Описаний по викопних рештках, що знайдені в Колорадо у 1874 році. Через фрагментарні та погано збережені рештки рід є сумнівним і має статус nomen dubium.